# Lechria interstitialis
Lechria interstitialis är en tvåvingeart som beskrevs av Alexander 1953. Lechria interstitialis ingår i släktet Lechria och familjen småharkrankar. Inga underarter finns listade i Catalogue of Life.